# احمد بن ابراهیم نیشابوری
احمد بن ابراهیم نیشابوری (به عربی: أحمد بن إبراهيم النيسابوري) دانشمند و نویسندهٔ مهم اسماعیلی مذهب اهل نیشابور در سدهٔ پنجم هجری (یازدهم میلادی) بود. وی در دوران خلافت حاکم بأمرالله از مشهورترین دانشمندان به شمار می‌رفت. او همچنین با العزیز بالله ابومنصور نزار خلیفهٔ فاطمی در قاهره مراوداتی داشته است. اطلاعات اندکی دربارهٔ زندگی شخصی وی در دست است. از آثار نیشابوری نسخ خطی بسیاری موجود است. نیشابوری از طرف دولت خلافت فاطمی مصر مأمور تبلیغ اسماعیلیه در نیشابور و خراسان بوده که بدین سبب به الداعی احمد بن ابراهیم نیشابوری مشهور شد.

## آثار
استعداد فراوان، شخصیت و پیشینهٔ فرهنگی او را می‌توان از آثار او دریافت. آثار او نشان می‌دهد که وی دانشمندی با مهارت‌های گوناگون بود که در زمینه‌های تاریخ، کلام، معاد و ادبیات می‌نوشته است. این حقیقت که چندین اثر از او باقی مانده است نشان‌دهندهٔ جذابیّت و اهمیت تفکر وی است.

### استتار الامام
یکی از مهم‌ترین آثار تاریخی است که نام‌های سه تن از ائمه اسماعیلی را پس از محمد ابن اسماعیل ابن جعفر صادق را دربردارد. دانشمند روسی، ولادیمیر ایوانف می‌گوید که
در این اثر «ما با پاره‌ای از اطلاعات ذی‌قیمت دربارهٔ دوره‌ای روبرو هستیم که دنیایی گم‌شده در تاریخ است؛ اطلاعاتی که در هیچ جای دیگر یافت نمی‌شود.

### رساله الموجزه
به سبکی ادبی به نام ادب (به معنای رفتار درست) تعلق دارد و گزارش دقیقی از ویژگی‌ها و وظایف یک داعی (مبلغ) را دربردارد. مقالهٔ ایوانف دربارهٔ سازمان دعوت در زمان فاطمیان بر مبنای این رساله بوده است.

### اثبات الامامه
یکی از نوشته‌های مربوط به علم کلام از نیشابوری است. نویسنده تلاش می‌کند از فلسفه به عنوان ابزاری برای بیان آرای کلامی خویش سود جوید. وی امامت را بر مبنای استدلال‌های عقلی و فلسفی به علاوه استفاده از قرآن و حدیث اثبات می‌نماید. این اثر نمایندهٔ نوع خاصی از آثار در موضوع امامت از نگاه اسماعیلیان است.

## ترور توسط حشاشین
او در نهایت توسط حشاشین ترور شد.